# Episodi di Soko 5113 (diciannovesima stagione)
La diciannovesima stagione della serie televisiva Soko 5113 è stata trasmessa in anteprima in Germania dalla ZDF tra il 6 settembre 2000 e il 29 novembre 2000.
| nº | Titolo originale                | Titolo italiano | Prima TV Germania | Prima TV Italia |
| -- | ------------------------------- | --------------- | ----------------- | --------------- |
| 1  | Färbers Vermächtnis             |                 | 6 settembre 2000  |                 |
| 2  | Ausgesetzt                      |                 | 13 settembre 2000 |                 |
| 3  | Der geborene Verlierer          |                 | 20 settembre 2000 |                 |
| 4  | Der Mann des Jahres             |                 | 27 settembre 2000 |                 |
| 5  | Die Kunst des Alibis            |                 | 4 ottobre 2000    |                 |
| 6  | Menschenkenntnis                |                 | 11 ottobre 2000   |                 |
| 7  | Auf die Plätze...               |                 | 18 ottobre 2000   |                 |
| 8  | Leichte Beute                   |                 | 25 ottobre 2000   |                 |
| 9  | Die Eisprinzessin               |                 | 8 novembre 2000   |                 |
| 10 | Gleichung mit einer Unbekannten |                 | 15 novembre 2000  |                 |
| 11 | Wer schön sein will...          |                 | 22 novembre 2000  |                 |
| 12 | Party für vier Leichen          |                 | 29 novembre 2000  |                 |